# Phyllachora tachirensis
Phyllachora tachirensis är en svampart som beskrevs av Chardón 1934. Phyllachora tachirensis ingår i släktet Phyllachora och familjen Phyllachoraceae.   Inga underarter finns listade i Catalogue of Life.